# Тихонова Пауліна Борисівна
Пауліна Борисівна Тихонова (20 вересня 1887, Херсон — ?) — українська ботанікиня, викладачка, музейниця, завідувачка Херсонського природничо-історичного музею (1922—1932).

## Біографія
Народилася 20 вересня 1887 в м. Херсоні. Навчалася в Херсонській 8-ми класній гімназії, яку закінчила із золотою медаллю в 1906 р. Після закінчення гімназії переїхала до м. Одеси, де працювала вчителькою у народних школах та вечірніх робочих курсах.
Перебуваючи в Одесі, П. Тихонова вступила на Вищі жіночі курси, які скінчила в 1914 р. по природничому відділу фізико-математичного факультету. Під час навчання вона зацікавилася поглибленим вивченням природничих дисциплін та сконцентрувала свою увагу за напрямом ботаніка під керівництвом проф. М. М. Зеленецького (ботаніка) та Ф. М. Породька (анатомія рослин).
Педагогічна праця вимагала набуття практичних знань на дослідах та приладдях, тому П. Тихонова багато часу працювала в Одеському педагогічному музеї, а літні місяці присвячувала науковим відрядженням (екскурсіям) для ознайомлення з природою Дніпра, Волги, Кавказу та Криму.
Упродовж 1912 та 1913 р. П. Тихонова викладала ботаніку на літніх педагогічних курсах для вчителів, які засновало в Одесі Товариство розповсюдження знань. Із 1914 р. до 1917 р. працювала на посаді завідувача майстерні наочних навчальних приладів Бендерського земства. Під час роботи вона ознайомилася з рослинністю, зібрала гербарії флори Бендерського повіту й окремо гербарії медодайних та лікарських рослин. Влітку 1917 р. П. Тихонова переїхала на Кавказ, де вивчала флору в районі мінеральних джерел біля м. П'ятигорська та впродовж двох місяців досліджувала там хімічний склад питних мінеральних вод.
Наприкінці серпня 1917 р. П. Тихонова повернулася до Херсона, де влаштувалась на роботу до Херсонського губернського земства та взялась за виготовлення наочних приладів з ботаніки для шкіл. Після ліквідації земства вона продовжила роботу у відділі народної освіти інструктором з виготовлення шкільних наочних приладів із природознавства.
З осені 1918 р. П. Тихонову запросили працювати в Херсонському політехнічному інституті на посаді асистента з ботаніки під керівництвом проф. Й. К. Пачоського, де вона вела практичні заняття з ботаніки. З 1918 до 1922 р. дослідниця зібрала гербарії флори з околиць Херсона та намалювала аквареллю близько 200 таблиць рослин, які використані як наукові приладдя при викладанні ботаніки. Одночасно з осені 1920 р., за запрошенням керівництва Херсонського інституту народної освіти, вона читала курс ботанічних дисциплін для студентів ІНО.

## Музейна діяльність
З 16 лютого 1922 р. вчену призначено на посаду завідувача Херсонського природничо-історичного музею (Рис. 1, c). Окрім інтенсивної педагогічної діяльності П. Тихонова багато часу приділяла науковій складовій своєї діяльності. Так, за період з 1918—1928 рр. роботи в м. Херсоні та передмісті було проведено наукові дослідження та оформлено рукописи: «Дикоростучі медодайні рослини в околицях м. Херсона» (1918—1919), «Фітопланктон нижньої частини Дніпра» (1920—1921); «Осмотичне тиснення у деяких солончакових рослин» (1922), «Отруйні рослини Херсонщини» (1923), «Лікарські та чинбарні рослини в Херсонській окрузі» (1924), «Матеріали до краєзнавчої роботи в школі — ботанічна екскурсія на Дніпрянському плавню» (1925), «Провідник по Херсонщині для екскурсантів» (1926), «Каталог Херсонського природничо-історичного музею» (1928). За браком коштів не всі наукові праці були надруковані.
Окрім педагогічної та наукової діяльності П. Тихонова брала участь у роботі низки заходів та діяльності різних громадських товариств та організацій. Зокрема, в січні 1926 р., як делегат від Херсонського ІНО, Пауліна Тихонова взяла участь у Всесоюзному з'їзді ботаніків у Москві, а також брала участь у діяльності Всесоюзного ботанічного товариства, Херсонського краєзнавчого товариства, була дієвим членом-кореспондентом Одеської краєвої комісії охорони пам'яток матеріяльної культури та природи від Херсонської округи.

### Структура та наповненість музею
Під час каденції Пауліни Тихонової музей розміщувався за адресою: м. Херсон, вул. Театральна, буд. 5. Відомча підпорядкованість музею — окружний відділ політосвітньої роботи Херсонського окрвиконкому. Штатний розклад музею мав усього дві оплачувані посади — завідувача та сторожа. Без фінансового забезпечення у музеї працювало також ще 10 співробітників за основними напрямами практичної роботи музею.
Перші офіційні дані про стан фондової колекції містяться у першому статистичному річному звіті, надісланому до НКО УСРР. Дані звіту констатують, що за період з 01.10.1924 до 01.10.1925. Херсонський природничо-історичний музей відвідали 17 899 містян та гостей міста. У зазначений звітний період музей мав таку структуру та наповненість відділів (табл. 1).
| №   | Назва відділу                                             | Кількість експонатів |
| --- | --------------------------------------------------------- | -------------------- |
| 1.  | Відділ ссавців                                            | 182                  |
| 2.  | Відділ птахів                                             | 1384                 |
| 3.  | Відділ рептилій                                           | 26                   |
| 4.  | Відділ амфібій                                            | 15                   |
| 5.  | Відділ риб                                                | 83                   |
| 6.  | Відділ яйце пташине                                       | 250                  |
| 7.  | Відділ комах                                              | –                    |
| 8.  | Відділ гербарій                                           | 130                  |
| 9.  | Відділ насіння дикоростучих рослин                        | 803                  |
| 10. | Відділ дендрологічний                                     | 30                   |
| 11. | Відділ корінних систем засмічуючих рослин                 | 17                   |
| 12. | Відділ з рибальства                                       | 3                    |
| 13. | Відділ боротьби зі шкідниками з класу комах               | 10                   |
| 14. | Відділ боротьби зі шкідниками з класу паразитуючих грибів | 10                   |
| 15. | Відділ мінералів Криворіжжя                               | 53                   |
|     | Разом:                                                    | 2996                 |

Окрім зазначених відділів, на базі музею також діяли й інші структурні підрозділи: виставковий зал для експонатів із фауни колишньої Херсонської губернії; ботанічний кабінет; ентомологічний кабінет; бібліотека; екскурсбюро для вивчення місцевого краю; вчительський гурток та гурток студентів Херсонського ІНО.
Загалом на кінець 1925 р. в Херсонському природничо-історичному музеї експонувалося 2 996 предметів фондової природничої колекції.
До основних просвітницьких лекційних заходів музею з відвідувачами включено такі лекції: «Фауна й флора нашого краю», «Значення природничо-історичного музею для вивчення краю», «Засмічуючі рослини», «Вплив рослин на розвиток ґрунту», «Методичні вказівки для шкільних екскурсій до музею» тощо.
З невеличким розширенням штату в 1926 р., в музеї почав працювати препаратор, який в майстерні музею виготовляв експонати з матеріалів, що були зібрані під час нетривалих екскурсій — чучела ссавців, птахів, колекції комах.
У 1927 р. П. Тихонова змогла отримати додаткове фінансування музею від Упрнауки Народного комісаріату освіти УСРР для проведення наукових експедицій на теренах Херсонської округи. На отримані кошти влітку та восени 1927 р. було проведено експедиційні виїзди в Дніпровські плавні, острови Довгий і Круглий, в Ягорлицьку затоку та Кінбурнську косу. Метою експедиції стало ознайомлення з міграцією перелітних птахів та збір зразків ссавців: землерийки, тушканчики, криси, миші, вужі, жаби, комахи з класу coleoptera, orthoptera та ін.
У 1927 р. Херсонський природничо-історичний музей мав уже три штатні одиниці персоналу, бюджет утримання музею склав 4132 крб, фондова колекція складала 39 446 одиниць, а бібліотека налічувала 3800 одиниць спеціалізованої літератури. Для порівняння, Одеський природничий музей мав штат 10 одиниць, бюджет 10520 крб на рік та 28066 експонатів, а Миколаївський природничий музей мав три штатні одиниці персоналу з бюджетом 2152 крб при кількості фондової колекції 6972 од. зб..

## Інституційна колаборація
Херсонський природничо-історичний музей обслуговував студентів Херсонського інституту народної освіти, Херсонського сільськогосподарського технікуму, учнів професійних та трудових шкіл м. Херсона. Окрім просвітницької діяльності музей підтримував сталі наукові зв'язки з науковими установами Всеукраїнської академією наук, Всесоюзною академією наук, Краєзнавчим комітетом у Харкові та Москві, Народним комісаріатом земельних справ та підтримував наукові зв'язки з окремими науковцями — зоологами В. М. Артоболевським та О. М. Кириченком, ботаніками Є. М. Лавренком, В. І. Липським, Г. І. Танфільєвим та ін.
Попри мізерне фінансування потреб музею, Пауліна Тихонова не тільки належним чином опікувалася наявною колекцією, але й змогла організувати значне поповнення природничої колекції Херсонського природничо-історичного музею. Крім того, підтримуючи добрі наукові стосунки зі своїм вчителем Й. К. Пачоським, П. Тихоновій, під егідою Херсонського природничо-історичного музею, вдалося організувати видання рукопису вченого «Опис рослинності Херсонської губернії. Випуск ІІІ. Плавні, піски, солончаки, бур'яни» з авторською передмовою.
У жовтні 1930 р. Сектор науки НКО УСРР повідомив П. Тихонову, що питання про об'єднання Херсонських історико-археологічного та природничо-історичного музеїв залишається відкритим та що в 1930—1931 році за кошти державного бюджету утримуватиметься лише один Херсонський історико-археологічний музей.
Трагічні події періоду репресій, що розгорнулися в Україні на початку 1930-х рр., не оминули долю П. Тихонової. Її було заарештовано 23.12.1932 р. (на момент арешту проживала в м. Херсоні), звинувачено за ст. 54-10 УК УССР особливою нарадою при Колегії ДПУ УРСР від 30.04.1933 р. Вирок: з-під варти звільнено. Реабілітована 23.01.1992.
Подальша доля П. Тихонової невідома.